# Isocrates

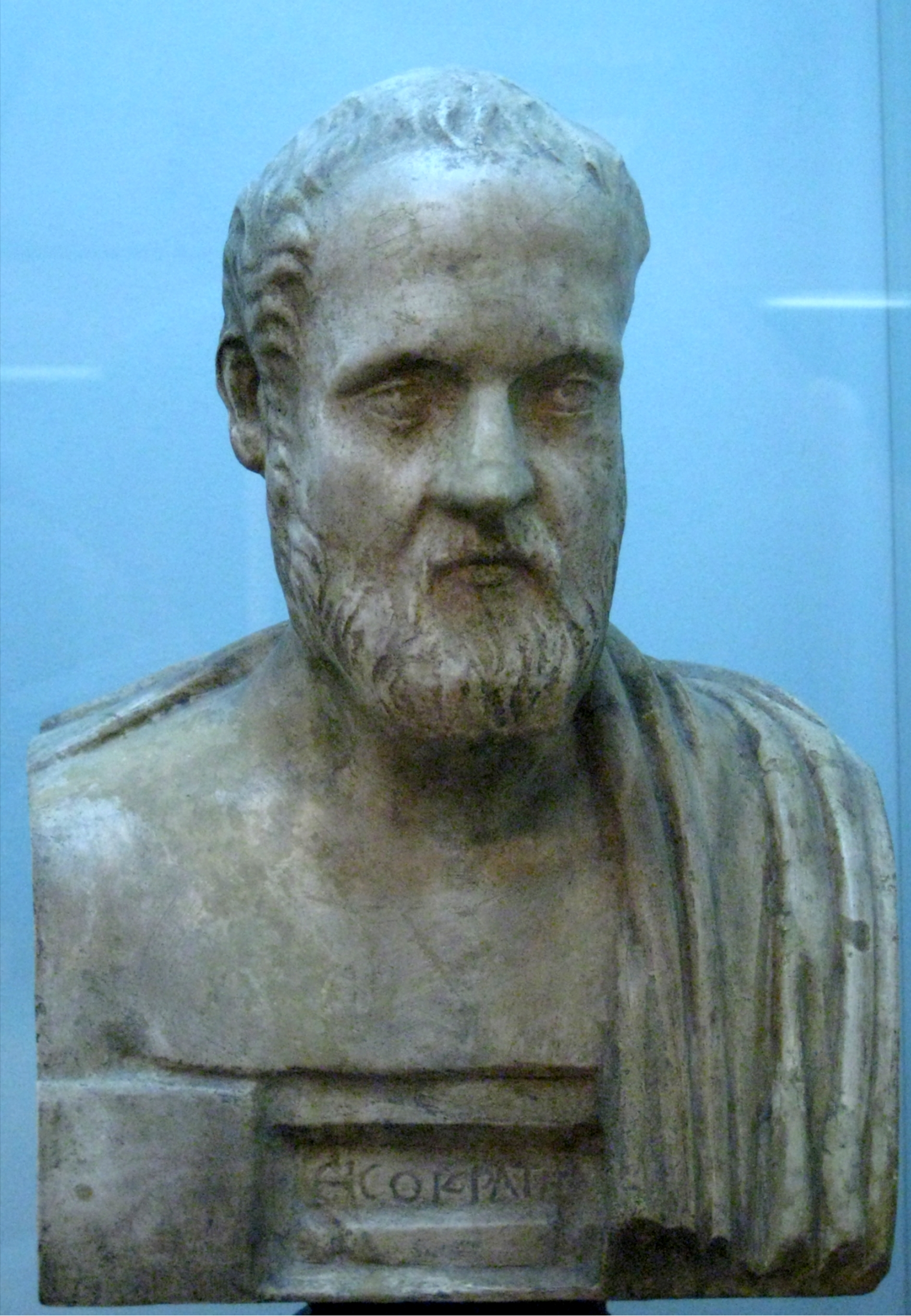
Tượng bán thân của Isocrates; bản in đúc thạch cao ở Bảo tàng Pushkin của bản gốc từng ở Villa Albani, Rome

Isocrates (phát âm tiếng Anh: aɪ.ˈsɒk.rɑ.tiːs; tiếng Hy Lạp cổ: Ἰσοκράτης; 436–338 trước Công nguyên), là một nhà tu từ học của Hy Lạp cổ đại, một trong mười nhà hùng biện lớn miền Attica. Đương thời, ông là nhà tu từ học ảnh hưởng nhất ở Hy Lạp và đã có nhiều đóng góp cho môn tu từ và giáo dục thông qua những công trình giảng dạy và được viết của mình.

## Đọc thêm

Isokratous Apanta, 1570